# Murony
Murony este un sat în districtul Békés, județul Békés, Ungaria, având o populație de 1.300 de locuitori (2011). 

## Demografie
Componența etnică a satului Murony
     Maghiari (99,39%)
     Necunoscut (0,26%)
     Germani (0,35%)
     Alții (0,26%)
Componența confesională a satului Murony
     Fără religie (39,62%)
     Reformați (17,46%)
     Romano-catolici (8,77%)
     Necunoscută (33,38%)
     Luterani (0,77%)
     Alte religii (1,46%)
Conform recensământului din 2011, satul Murony avea 1.300 de locuitori. Din punct de vedere etnic, majoritatea locuitorilor (99,39%) erau maghiari. Apartenența etnică nu este cunoscută în cazul a 0,26% din locuitori. Nu există o religie majoritară, locuitorii fiind persoane fără religie (39,62%), reformați (17,46%) și romano-catolici (8,77%). Pentru 33,38% din locuitori nu este cunoscută apartenența confesională.